# 奥钱迪亚诺
奥钱迪亚诺（西班牙語：Ochandiano）是西班牙巴斯克自治区比斯开省的一个市镇。总面积12平方公里，总人口1017人（2001年），人口密度85人/平方公里。